# Psalm 101

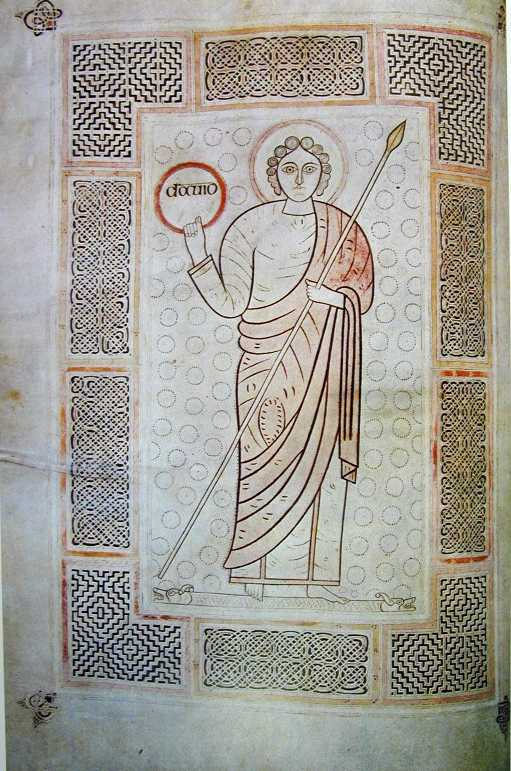
David, Psalmenillustration im Durham Cassiodorus.

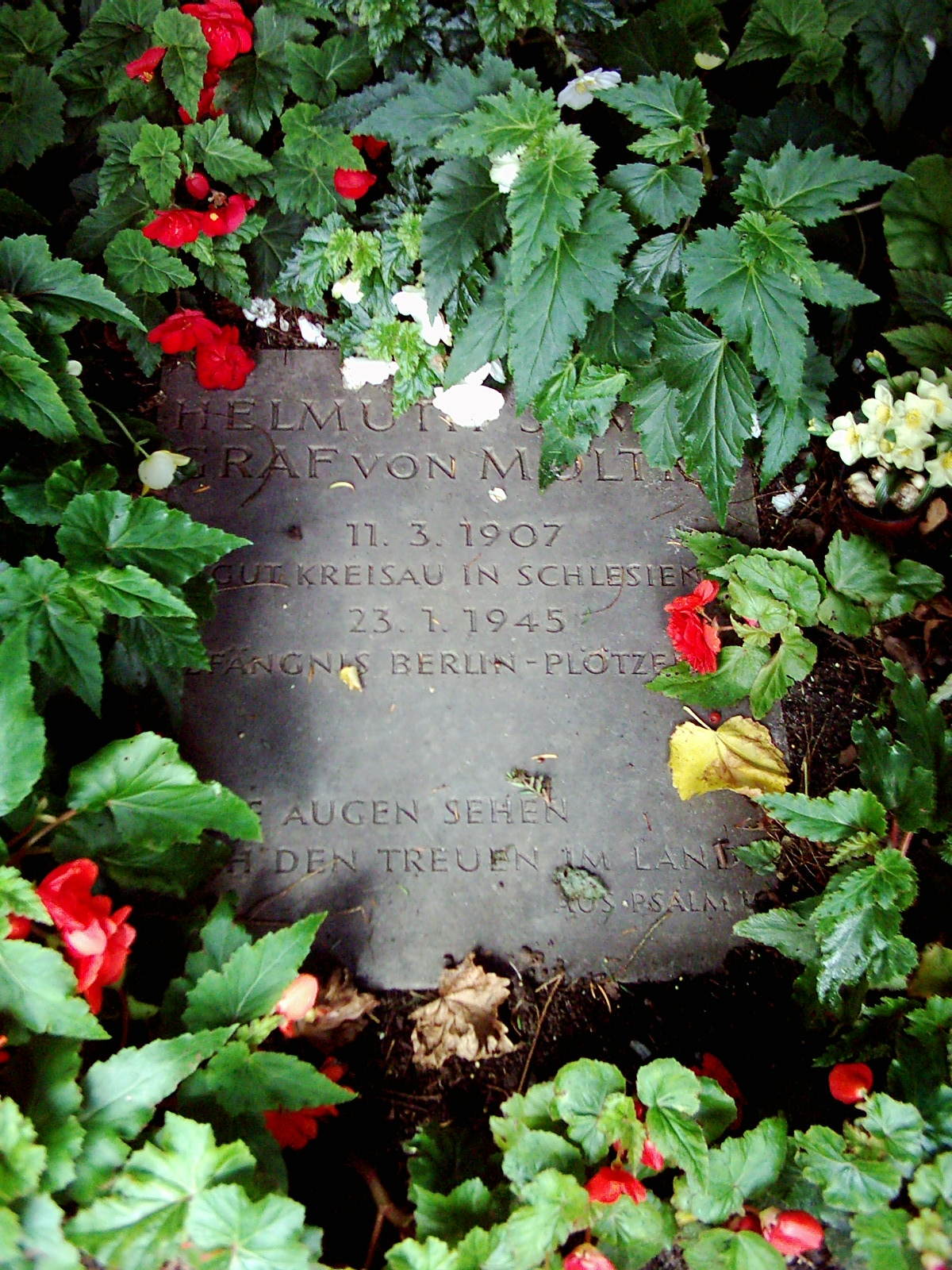
Psalm 101, 6 auf einer Gedenkplatte für den Widerstandskämpfer Helmut Moltke

Der 101. Psalm ist ein biblischer Psalm Davids aus dem vierten Buch des Psalters. Ähnlich wie beispielsweise Psalm 2 oder 110 gehörte er wohl zur Krönungsliturgie der Könige von Juda.

## Inhalt
Der Psalm stellt vermutlich ein Gelöbnis des Königs anlässlich seiner Krönung dar. Dabei folgt der König den Maßstäben Gottes, da alle Aussagen in den Versen 2–8 so auch von Gott kommen könnten. Der König verpflichtet sich für das Recht einzutreten und Menschen in seine Umgebung zu holen, die Gott gegenüber treu sind und sich auf dem rechten Weg halten. Er verpflichtet sich dazu, Übeltäter zum Schweigen zu bringen und Böse zur Verantwortung zu ziehen.

## Rezeption
Der Psalm wurde u. a. vertont von Christophorus Demantius: Misericordiam et judicium cantabo tibi Domine (1629). 